# She Loves Me
She Loves Me är en musikal med manus skrivet av Joe Masteroff, musik av Jerry Bock och sångtexter av Sheldon Harnick.
Musikalen hade urpremiär på Broadway 1963, som direkt följdes av en West End-uppsättning 1964 och prisvinnande återuppsättningar på bägge sidor av Atlanten under 1990-talet, liksom mindre produktioner runt om.

## Historia
Musikalen är en adaptionen av teaterpjäsen Parfumerie av den ungerske manusförfattaren Miklós László. Tidigare verk baserade på samma pjäs är filmen Den lilla butiken från 1940, och Butik med musik från 1949 med Judy Garland och Van Johnson i huvudrollerna. Lászlós pjäs bearbetades återigen 1998 då Tom Hanks och Meg Ryan spelade i Du har mail. Handlingen i Parfumerie utspelar sig i Budapest mellan de två butiksanställda Georg Nowack och Amalia Balash, som trots att de ständigt är på kant med varandra på jobbet, omedvetet är brevvänner med varandra via en kontaktannons.

## Produktioner
Musikalen hade sin första premiär på Broadway den 23 april 1963 på Eugene O'Neill Theatre, där den gjorde 302 föreställningar. Musikalen sattes upp i regi av Harold Prince och koreograferades av Carol Haney, med en ensemble bestående av bland andra Daniel Massey som Georg Nowack, Barbara Cook som Amalia Balash, Barbara Baxley som Ilona Ritter, Jack Cassidy som Stephen Kodaly, Nathaniel Frey som Ladislav Sipos, Ralph Williams som Arpad László, och Ludwig Donath som Mr. Maraczek. En skivinspelning släpptes av MGM Records och följdes av en CD från skivbolaget Polydor 1987.
West End-produktionen öppnade dörrarna den 29 april 1964 på Lyric Theatre i London, där man gjorde 189 föreställningar. Ensemblen bestod av Gary Raymond, Rita Moreno, Anne Rogers och Gary Miller. En inspelning med ensemblen från West End släpptes genom Angel Records.
En begränsad uppsättning av konsertföreställningar gjordes mars 1977 i Town Hall i New York City, i rollerna Madeline Kahn som Amalia, Barry Bostwick som Georg, Rita Moreno som Ritter och Laurence Guittard som Kodaly.
Roundabout Theatre Company gjorde en nyuppsättning för Broadway med regi av Scott Ellis och koreografi av Rob Marshall (assisterat av hans syster Kathleen). Den hade premiär 10 juni 1993 på Criterion Center Stage Right och flyttade 28 september samma år till Brooks Atkinson Theatre, där den gick fram till 19 juni 1994, efter 354 föreställningar och 42 publikrepetitioner. I ensemblen fanns Boyd Gaines som Georg, Judy Kuhn (bytt mot Diane Fratantoni när föreställningen bytte teater) som Amalia, Sally Mayes som Ilona, Howard McGillin som Kodaly, Lee Wilkof som Ladislav, Brad Kane som Arpad, och Louis Zorich som Mr. Maraczek. En inspelning av nyuppsättningen släpptes av Varèse Sarabande.
She Loves Me hade nypremiär i West End, även där i regi av Scott Ellis och med koreografi av Rob Marshall, med föreställningar från 12 juli 1994 på Savoy Theatre, där den gick i ett år. Rollistan bestod av bland andra John Gordon Sinclair som Georg, Ruthie Henshall som Amalia, och Tracie Bennett som Ilona. En inspelning av nyuppsättningen släpptes av skivbolaget First Night.
En uppsättning gjordes 2010 som del av Oregon Shakespeare Festival i Ashland, Oregon som spelades från februari till oktober på Angus Bowmer Theatre.
Musikalen hade skandinavienpremiär i Sverige hösten 2021 på Kulturhuset Spira i Jönköping. För regi och koreografi stod Roine Söderlundh, kostym av Camilla Thulin och den svenska översättningen gjordes av Calle Norlén. I rollerna sågs Linda Olsson som Amalia, Kalle Malmberg som Georg, Nina Pressing som Illona, Jonas Eskil Brehmer som Kodaly, Pierre Tafvelin som Sipos, Gustav Gälsing som Arpad, Lars Hjertner som Maraczek och Åsa Arhammar som Hovmästaren. Som Swing i föreställningen fanns Petra Björkman & Nils Weibull  

## Låtar
| Akt I - Good Morning, Good Day – Georg, Arpad, Sipos, Ilona, Kodaly - Sounds while Selling – kunder, Sipos, Kodaly, Georg - Thank You, Madam – tjänstemän - Days Gone By – Maraczek - No More Candy – Amalia - Three Letters – Amalia, Georg - Tonight at Eight – Georg - I Don't Know His Name – Amalia, Ilona - Perspective – Sipos - Goodbye George – kunder, tjänstemän - Will He Like Me? – Amalia - Ilona – Kodaly - I Resolve – Ilona - A Romantic Atmosphere – kypare - Tango Tragique – Georg - Mr. Novack, Will You Please? – Amalia, kypare - Dear Friend – Amalia | Akt II - Try Me – Arpad - Days Gone By (Reprise) – Maraczek - Where's My Shoe? – Amalia, Georg - Vanilla Ice Cream – Amalia - She Loves Me – Georg - A Trip to the Library – Ilona - Grand Knowing You – Kodaly - Twelve Days to Christmas – julsångare, kunder, tjänstemän - Finale – Georg, Amalia |